# Шеху Шагари
Шеху Усман Алију Шагари (енгл. Shehu Usman Aliyu Shagari; Шагари, 25. мај 1925 — Абуџа, 28. децембар 2018) био је шести председник Нигерије, други цивилни након Намди Азикивеа. Шагари је био на челу краткотрајне Друге Републике (1979–1983).

## Биографија
Рођен је у селу Шагари, држава Сокото, на северу Нигерије. У халифату Сокото носи наслов Туракин Саквато. Потиче из полигамне породице, муслиманске вере и народа Фулани. Отац му је био трговац, пастир и фармер, но када је постао поглавар села, одрекао се неких трговинских интереса. Шеху је био образован у традиционалном окружењу учења Курана. Кад је завршио средњу школу, отишао је да се школује на колеџ Кадуна и постао је учитељ. Поучавање је била једна од ретких професија доступна домаћем становништву током колонијалне власти.
Читао је новине које су излазиле на северу, а након кратке каријере учитеља разних предмета у неколико места, 1954. године отишао је у политику. Основао је низ удружења, које су се претвориле у Конгрес северних народа, а касније се спојиле и тако је створена Национална странка Нигерије. Био је изабран је у савезни Представнички дом, а учествовао је и у управи председника Азикивеа.
Након раздобља војне власти од 1966. до 1979. године, генерал Олусегун Обасанџо предао му је власт, те је тако створена Друга Нигеријска Република. Као кандидат Националне странке Нигерије, победио је на изборима. Дио заслуга узео је и вођа кампање Умару Дико, касније министар пољопривреде. Успевши победити на изборима, до свог свргавања зацртао си је низ амбициозних циљева. Подручја, којима се особито посветио, била су становање, пољопривреда, индустрија и промет. Потрошио је много новца на пројекте, али је његова управа била компромитована будући да је владала корупција, богатили су се пензионисани војници, торбари и разни сумњиви типови, нарочито на пољопривреди, а и лобији су били активни.
Свргнуо га је генерал Мухамаду Бухари на Стару годину 1983. године. Овај су потез с одушевљењем поздравили многи Нигеријци.

## Лични живот
Шагари је имао три супруге: Амину, Аишу и Хадизу Шагари. Његова супруга, Аиша, преминула је у Лондону 24. августа 2001. године.
Око 6.30 ујутру 28. децембра 2018. године, Шеху Шагари је преминуо у болници у Абуџи.